# فولفغانغ فينكلر
فولفغانغ فينكلر (بالألمانية: Wolfgang Winkler)‏ هو متسابق على الجليد بمزلاجة ألماني، ولد في 21 أكتوبر 1940 في تيغرنزيه في ألمانيا.

## وصلات خارجية
- فولفغانغ فينكلر على موقع أوليمبيديا (الإنجليزية)